# Mikätzchen
Der Begriff Mikätzchen (männliche Form auch: Mikater) bezeichnet scherzhaft Lehrer, die in Nordrhein-Westfalen (NRW) auf Initiative von Kultusminister Paul Mikat zu vereinfachten Bedingungen als „Seiteneinsteiger“ in den Schuldienst gelangten. 

## Hintergrund
Diesen Schritt unternahm die NRW-Landesregierung in den 1960er Jahren, um die geburtenstarken Jahrgänge besser beschulen zu können und die Schülerzahl in den wegen Lehrermangels überfüllten Klassen nicht über 50 steigen zu lassen. Lehrer im Mikatschen Schnellverfahren konnte werden, wer das Abitur und somit die Berechtigung hatte, ein Lehramtsstudium aufzunehmen. Tätigkeitsbegleitend wurden Aus- und Weiterbildungen angeboten, die das Kenntnisprofil der „Mikätzchen“ auf den Stand ihrer akademisch vollausgebildeten Kollegen heben sollten. 1963 begannen 1910 Frauen und 434 Männer mit der Ausbildung und unterrichteten ab Januar 1964. Von der Option eines verkürzten Lehramtsstudiums machten später 1200 der Quereinsteiger Gebrauch, um endgültig in den Schuldienst übernommen zu werden.
In der etablierten Lehrerschaft herrschte unterdessen die Sorge, dass „minder qualifizierte“ Kollegen unberechtigt bevorzugt werden könnten. „Mikätzchen“ fanden sich zuvorderst im Volksschuldienst, d. h. in den Schulen, aus denen einige Jahre später die Grund- und Hauptschulen hervorgingen. Altersbedingt sind heute keine Mikätzchen mehr im Schuldienst.

## Aktuelle Seiteneinsteiger-Programme
Seit den frühen 2000er Jahren gibt es in NRW nun ein Programm zur Lehrereinstellung sogenannter Seiteneinsteiger, dessen Ansatz Ähnlichkeiten mit dem Vorgehen der 1960er Jahre zur Einführung der „Mikätzchen“ aufweist, um die Probleme überalterter Lehrerschaft, hoher Anteile ausfallender Stunden und eines hohen Krankenstandes (i. d. R. > 6 %) zu bewältigen. Die Einstellung von Lehrern auf diese sogenannten „schulscharfen Stellen“ fällt ein Gremium der Schule, bestehend aus dem Rektor und Personen der Schulvertretung.
In der Anfangszeit des neuen Programmes in der Ägide Gabriele Behler wurde ein hoher Anteil der sogenannten „schulscharfen Stellenbesetzungen“ im Ergebnis durch vollexaminierte Lehrer (mit zweitem Staatsexamen) angetreten, die sich genauso wie Bewerber ohne zweites Staatsexamen auch um die ausgeschriebenen Stellen bewerben können.
Das Einstellungsverfahren ist begleitet von Ranglisten-Vorgaben der Regierungspräsidien mit einer Auflistung möglicher Stellenbesetzer mit bereits bestandenem zweitem Staatsexamen, gestaffelt nach Examensnoten. Diese Listen bringen für die Schulen den argumentativen Zwang mit sich, eine Stellenbesetzung mit einem Externen ohne zweites Staatsexamen mit derart guten, starken Gründen darzulegen, dass diese Einstellungs-Maßnahme gegebenenfalls „verwaltungsgerichtsfest“ ist, wenn ein abgelehnter Bewerber mit zweitem Staatsexamen den Klageweg gegen eine Absage beschreitet.